# Alpine A524
Az Alpine A524 egy Formula–1-es versenyautó, melyet az Alpine F1 Team tervezett és versenyeztetett a 2024-es Formula–1 világbajnokság során. Pilótái Esteban Ocon és Pierre Gasly voltak, a szezonzáró futamon pedig az előbbit váltó Jack Doohan.
A szezon során szinte végig a mezőny leggyengébb autói közt számon tartott A524-es az utolsó futamokon valósággal megtáltosodott, és komoly harcban volt a középmezőnnyel a minél jobb konstruktőri helyezésért.

## Áttekintés
Az autót először február 7-én mutatták be Enstone-ban. Külsőre a legjellegzetesebb tulajdonsága a szinte teljesen fekete kasztni volt, a korábbi évek királykékjének és rózsaszínjének csak a nyomait viselte magán. Később a kék szín visszakerült az orr-részre, de a korábbi évekhez hasonlóan készült egy BWT-rózsaszín festés is, melyet az első futamokon vetettek be, és annak az orra maradt fekete.
A korábbi évekhez képest egy katasztrofálisan rossz konstrukció készült: az autónak nem volt tapadása, alig volt leszorítóereje, ráadásul 11 kilogrammal nehezebb volt, mint a 798 kg-os minimumtömeg. Ez utóbbi annak a következménye volt, hogy az A524-es megbukott a törésteszten, és hogy megerősítsék a kasztnit, plusz anyagot építettek be. Csak a kínai nagydíjon sikerült jelentősebben lefaragni a tömegéből.
Belgiumban egy különleges, a "Deadpool és Rozsomák" című filmet népszerűsítő festéssel jelentkeztek, Amerikában pedig az "Indiana Jones and the Great Circle" című játékot népszerűsítő festéssel.

## A szezon
A szezonnyitón rögtön megmutatkozott, hogy az Alpine a mezőny leggyengébb csapata: Bahreinben az utolsó sorból rajtoltak és az utolsók között is értek célba. Szaúd-Arábiában ugyanez volt a helyzet, Gasly a futamon váltóproblémák miatt el sem tudott rajtolni. Ausztráliában Ocon legalább az időmérőn be tudott jutni a Q2-be, de a futamon utolsó lett, miközben Gasly még egy öt másodperces büntetést is kapott. Valamennyi javulás Kínában volt észrevehető, amikorra könnyebb lett az autójuk, de itt sem szereztek pontokat.
Miamitól aztán fokozatosan formajavulás következett be: itt először Ocon gyűjtött egy pontot, majd Monacóban Gasly még egyet, ezután pedig Spanyolországban és Kanadában kettős pontszerzést ünnepelhettek. A csapat háza táján is nagy változások voltak: megérkezett Flavio Briatore tanácsadó szerepkörben, menesztették Bruno Famin csapatfőnököt, és azt is bejelentették, hogy a Renault-motorprogramot le fogják állítani, és a Mercedes ügyfelei lesznek. Mindennek ellenére az Alpine továbbra is csak alkalmi pontszerző volt.
A nagy fordulat Brazíliában következett be, ahol az egyébként kissé kaotikus időjárási viszonyok közt zajló hétvégén az Alpine-ok remekeltek, és mindjárt kettős dobogót szereztek, amellyel nagyot ugrottak előre a tabellán. Gasly a katari hétvégén is remekelt és szerzett egy ötödik helyet.
A csapat és Ocon viszonya az idény során megromlott, és már tudni lehetett azt, hogy a következő évtől a Haas istálló versenyzője lesz. Már az utolsó versenyt sem teljesítette velük, Abu-Dhabiban az addigi tesztpilóta és a következő évi Alpine-versenyző Jack Doohan ült be helyette.

## Eredmények
Kis számmal jelölve a sprintfutamokon elért helyezések, amennyiben azok pontszerzéssel jártak együtt.
Félkövérrel jelölve a pole pozíció, dőlt betűvel a leggyorsabb kör.
| Év   | Csapat             | Motor               | Gumik | Pilóták      | Futamok | Futamok | Futamok | Futamok | Futamok | Futamok | Futamok | Futamok | Futamok | Futamok | Futamok | Futamok | Futamok | Futamok | Futamok | Futamok | Futamok | Futamok | Futamok | Futamok | Futamok | Futamok | Futamok | Futamok | Pontok | Helyezés |
| Év   | Csapat             | Motor               | Gumik | Pilóták      | BHR     | SAU     | AUS     | JPN     | CHN     | MIA     | EMI     | MON     | CAN     | ESP     | AUT     | GBR     | HUN     | BEL     | NED     | ITA     | AZE     | SIN     | USA     | MXC     | SAP     | LVG     | QAT     | ABU     | Pontok | Helyezés |
| ---- | ------------------ | ------------------- | ----- | ------------ | ------- | ------- | ------- | ------- | ------- | ------- | ------- | ------- | ------- | ------- | ------- | ------- | ------- | ------- | ------- | ------- | ------- | ------- | ------- | ------- | ------- | ------- | ------- | ------- | ------ | -------- |
| 2024 | BWT Alpine F1 Team | Renault E-Tech RE24 | P     | Pierre Gasly | 18      | KI      | 13      | 16      | 13      | 12      | 16      | 10      | 9       | 9       | 10      | NI      | KI      | 13      | 9       | 15      | 12      | 17      | 12      | 10      | 3 7     | KI      | 5       | 7       | 65     | 6.       |
| 2024 | BWT Alpine F1 Team | Renault E-Tech RE24 | P     | Esteban Ocon | 17      | 13      | 16      | 15      | 11      | 10      | 14      | KI      | 10      | 10      | 12      | 16      | 18      | 9       | 15      | 14      | 15      | 13      | 18      | 13      | 2       | 17      | KI      |         | 65     | 6.       |
| 2024 | BWT Alpine F1 Team | Renault E-Tech RE24 | P     | Jack Doohan  |         |         |         |         |         |         |         |         |         |         |         |         |         |         |         |         |         |         |         |         |         |         |         | 15      | 65     | 6.       |

- † – Nem fejezte be a futamot, de rangsorolva lett, mert teljesítette a versenytáv 90%-át.
- Gasly a sao paulói sprintfutamon 2 pontot szerzett

## Fordítás
- Ez a szócikk részben vagy egészben  az   Alpine A524 című angol Wikipédia-szócikk ezen változatának fordításán alapul.  Az eredeti cikk szerkesztőit annak laptörténete sorolja fel. Ez a jelzés csupán a megfogalmazás eredetét és a szerzői jogokat jelzi, nem szolgál a cikkben szereplő információk forrásmegjelöléseként.